# Гекльберри Финн (фильм, 1974)
«Гекльберри Финн» (англ. Huckleberry Finn) — американский детский музыкальный фильм 1974 года. Экранизация романа Марка Твена «Приключения Гекльберри Финна» (1884).

## Сюжет
Гекльберри Финн живёт в небольшом городке Ганнибал с вдовой Дуглас и её сестрой, которые приютили бездомного сироту. Но однажды на горизонте появляется папаша Гека, которого все считали умершим. Оказывается, он прослышал, что его сын разбогател, и поэтому похищает Гека, требуя за него выкуп в тысячу долларов. Находясь в заточении у вечно пьяного отца в его лесной избушке, Гек находит способ сбежать, при этом он инсценирует собственную гибель, чтобы его не искали.
Вскоре Гек встречает беглого раба Джима, и они вместе отправляются на плоту вниз по Миссисипи в «свободные штаты», где негр наконец-то перестанет быть рабом.
В течение повествования исполняется девять песен, некоторые из которых были написаны братьями Шерман специально для этого фильма.

## В ролях
- Джефф Ист — Гекльберри Финн
- Пол Уинфилд — Джим[англ.], беглый раб
- Харви Корман — «Король», мошенник
- Дэвид Уэйн — «Герцог», мошенник
- Артур О’Коннелл — полковник Грэнджфорд
- Гэри Меррилл — папаша Гека
- Натали Транди — миссис Лофтус
- Люсиль Бенсон — вдова Дуглас
- Одесса Кливленд[англ.] — жена Джима